# Dicranota engelmannia
Dicranota engelmannia är en tvåvingeart som beskrevs av Alexander 1943. Dicranota engelmannia ingår i släktet Dicranota och familjen hårögonharkrankar. Inga underarter finns listade i Catalogue of Life.